# 曲线提额
曲线提额一词源自“曲线救国”，是众多信用卡持卡人共创的词汇。持卡人如果对当前信用卡额度不满意，标准做法是拨打发卡行信用卡中心客服电话要求调高额度。而曲线提额就是这种行为的反面，不通过联系客服而采取其它欲提高信用卡额度的方法。

## 理由
透過打客服电话要求提额的成功率不高，提额幅度不大。银行在收到持卡人的提额要求后，会考虑诸多因素进行审核，即便审核通过，提额幅度一般不会超过持卡人当前信用卡额度的50%。除非提供更有力的財力證明。

## 方法
持卡人在使用某银行信用卡一段时间以后，再申请该银行另外卡种信用卡。由于持卡人已在该银行有信用卡账户，所以比较容易通过审批，而且有非常高的几率批出比第一张信用卡高出2-5倍的信用额度。表面看似在申请信用卡，实际达到了提高信用额度的目的。
但在一些國家、地區，持卡人在某一銀行或信用卡公司無論持用幾張信用卡，這些信用卡均共用同一信用額度，因此無法以「曲线提额」提高額度。

## 资料来源
1. ↑  .   [2008-11-14]. （原始内容存档于2008-12-07）.